# Маяк, Славомир
Славомир Богуслав Маяк (пол. Sławomir Bogusław Majak; род. 12 января 1969 года в Радомско) — польский футболист и футбольный тренер. Выступал за сборную Польши. Футболист года в Польше (1997).

## Карьера игрока

### Клубная карьера
Маяк начал заниматься футболом в команде «Старт Гидле». В сезоне 1987/88 он отправился в «Радомско», из которого после окончания сезона перешёл в «Лодзь». В футболке этого клуба Маяк дебютировал Экстраклассе, в том же сезоне забил свой первый гол в высшей лиге. Уже через год молодой игрок отправился в клуб второй лиги «Иглополь». С этим клубом Маяк завоевал повышение в элиту. В «Иглополе» он выступал с будущими игроками сборной Польши Яцеком Зелиньским и Ежи Подброжным. Маяк ушёл из клуба осенью 1993 года, когда «Иглополь» покинул высшую лигу. Маяк отправился в шведский «Кёпинг». Однако пребывание в скандинавском клубе не было особо удачным для поляка, поэтому весной он вернулся на родину.
Многообещающий нападающий отправился в «Заглембе Любин», и именно в этом клубе Маяку удалось раскрыться. В 99 встречах игрок забил 32 гола. В сезоне 1995/96 он сыграл против итальянского «Милана» в Кубке УЕФА, а 15 ноября 1995 года вышел с первых минут в матче сборной Польши против Азербайджана в рамках отборочного раунда чемпионата Европы 1996 (0:0).
Зимой 1995 года Маяк отправился в немецкую Бундеслигу, где защищал цвета немецкого «Ганновер 96». Он провёл 14 матчей и забил один гол. Однако через полгода Маяк вернулся на родину, чтобы усилить состав чемпиона Польши, «Видзева», который готовился к выступлению в Лиге чемпионов. Команда после победы в отборе над «Брондбю» по правилу гола на выезде (4:4) прошла в групповой этап. Хотя команда и не вышла в плей-офф, но смогла отобрать очки у будущего победителя «Боруссия Дортмунд» (2:2). Маяк был основным игроком команды Францишека Смуды. Он помог клубу снова выиграть титул чемпиона, забив 12 голов за «Видзев».
Он начал сезон 1997/98 как игрок немецкой «Ганзы». В этом клубе он выступал в течение четырёх сезонов, в ходе которых он сыграл в немецкой лиге 108 матчей и забил 15 голов. В сезоне 1998/99 в матче против «Бохума» Маяк, вышедший на 77-й минуте, за пять минут на поле забил гол. Этот мяч принёс «Ганзе» победу со счётом 3:2 и также помог клубу остаться в Бундеслиге. Поляк под конец сезона выдал результативную серию — в пяти матчах он забил пять голов.
В сезоне 2001/02 он выступал за кипрский «Анортосис», где играл вместе с соотечественниками Радославом Михальским и Войцехом Ковальчиком. Польское трио существенно способствовало победе клуба в кубке Кипра, Маяк забил восемь голов в сезоне. Весной 2003 года игрок перешёл в «Пётрковию», где сыграл только в пяти матчах и вскоре расторг контракт. В следующем сезоне он вернулся в «Анортосис», а затем решил подписать контракт со своим первым клубом «Радомско», где позже начал работать тренером.

### Карьера в сборной
Маяк сыграл в сборной Польши 22 матча. Дебютировал 15 ноября 1995 года в матче против сборной Азербайджана в Трабзоне (0:0). 11 октября 1997 года в игре против Грузии Маяк на 63-й минуте получил вторую жёлтую и был удалён с поля, его команда проиграла со счётом 3:0. Последний раз он сыграл за сборную 26 января 2000 года против Испании, Польша проиграла со счётом 3:0.

## Карьера тренера
В 2005 году Маяк стал ирающим тренером «Радомско». У клуба на то время были большие финансовые и организационные проблемы. Он вылетел из второй лиги (проиграл все матчи весны) и вскоре расстался с клубом, который в итоге потерял профессиональный статус.
С весны 2006 года Славомир Маяк работал в клубе третьей лиги «Конкордия Пётркув-Трыбунальски», в этой команде дела у Маяка шли лучше.
17 ноября 2008 года Славомир Маяк стал главным тренером клуба третьей лиги «Орлич Сухеднюв». Целью было удержать команду в третьем дивизионе. На момент подписания контракта с Маяком команда занимала предпоследнее место в своей группе после осеннего тура.
В сезоне 2015/16 он тренировал «Пеликан Неханово» (третья лига), затем клуб второй лиги «Олимпия Замбрув», откуда снова вернулся в третью лигу, возглавив «Мазур Элк».
В декабре 2016 года он возглавил другой клуб третьей лиги «Дрвеча Нове-Място-Любавске». В июне 2016 года он выиграл третий дивизион с клубом, но, несмотря на это, клуб не получил повышение во вторую лигу из-за требований турнира, которым не соответствовал стадион «Дрвечи». В июле 2017 года, проведя спарринг-матчи перед осенним туром сезона 2017/18, Маяк подал в отставку с должности тренера клуба.
5 сентября 2017 года он стал главным тренером команды третьей лиги «Сокол Оструда». 30 апреля 2018 года руководство клуба уволило тренера. Под его руководством «Сокол» имел нейтральную статистику: 6 побед, 6 ничьих и 7 поражений.
В начале мая 2018 года Маяк стал главным тренером клуба четвёртой лиги «Уния Сважендз».
30 августа 2019 года он стал тренером клуба третьей лиги «Островец-Свентокшиски». В декабре 2020 года он стал тренером «Сярка Тарнобжег», с которой перешёл во вторую лигу. Уволен 22 августа 2022 года.

## Личная жизнь
Женат, есть дочь Милена и двое сыновей.
17 сентября 2007 года Маяк был задержан полицией по обвинению в управлении транспортным средством в нетрезвом состоянии. 10 июля 2009 года он был обвинён в коррупции в футбольной деятельности. К подозреваемому была применена мера предостережения в виде залога в размере 10000 злотых и полицейского надзора.